# Revenu primaire
 (mai 2009).
 (mai 2009).
En économie, le revenu primaire (ou les revenus primaires) des ménages est le revenu que les ménages tirent de leur contribution à l'activité économique, soit directement (revenu d’activité salariée ou non salariée), soit indirectement (revenu de placement mobilier ou immobilier). Il n'inclut donc pas les prestations sociales - c’est un revenu avant redistribution.
Les revenus primaires sont aussi calculés pour les autres secteurs institutionnels résidents.

## Le revenu primaire en lui-même
En comptabilité nationale, les revenus primaires des ménages comprennent les revenus liés directement ou indirectement à une participation des ménages au processus de production.
- (1a) La majeure partie des revenus primaires des ménages est constituée de la rémunération des salariés (51,7 % du total en 2007), laquelle comprend les salaires, traitements des fonctionnaires, gages des personnels de service, compléments de salaire (primes, etc.) ainsi que les cotisations effectives (15,3 %) et imputées (3,3 %) à la charge des employeurs.
- (1b) Les revenus primaires comprennent aussi l’excédent du compte d’exploitation des ménages (11,9 % en 2007) et le revenu mixte des entrepreneurs individuels (8,9 %). Ce sont les revenus des entrepreneurs individuels, des artisans, des membres des professions libérales et, éventuellement, des membres de leurs familles qui apportent à leur activité à la fois le facteur travail et le facteur capital[2]. Les ménages peuvent d'ailleurs produire des biens ou des services :
  - pour autrui : un ménage qui met en location une habitation produit un service de logement marchand ; il peut revendre les produits de son jardin familial… et même vendre du muguet le 1er mai ;
  - destinés à leur usage final propre : les ménages propriétaires de leur résidence principale sont producteurs du service de logement lié à l'occupation de leur logement ; les ménages peuvent produire eux-mêmes des denrées alimentaires et les consommer, être producteurs de services domestiques et d'action sociale en employant du personnel rémunéré ; ils peuvent construire en tout ou partie leur propre logement, etc.[3].

Ces deux types de revenus résultent d’une contribution directe des ménages à l’activité économique.
- (2) Les revenus primaires comprennent enfin des revenus de la propriété résultant du prêt ou de la location d'actifs financiers ou de terrains (intérêts, dividendes, revenus fonciers…). Il s'agit là d'une contribution indirecte des ménages à l’activité économique.

Les entrepreneurs individuels sont incorporés dans le secteur institutionnel des ménages parce que les revenus qu’ils perçoivent de leur activité correspondent à la rémunération à la fois de leur travail et du capital qu’ils ont investi dans l’entreprise. La rémunération de leur travail et leur profit en tant qu'entrepreneurs sont d'ailleurs indissociables.
Pour tous les secteurs institutionnels résidents de la comptabilité nationale, les revenus primaires sont obtenus comme solde du « Compte d'affectation des revenus primaires ». En 2007, les revenus primaires bruts des ménages (1 399,6 milliards d'euros) constituaient 82 % du total national (1 902,1 milliards).

## Les inégalités de revenus primaires
La répartition primaire engendre des inégalités notamment entre salariés et non-salariés. En effet, quels que soient les résultats de l'entreprise, l'essentiel des salaires est forfaitaire alors que le travail indépendant est directement lié au bénéfice. La participation salariale et l'intéressement aux résultats ont introduit une part qui reste minime pour les salariés. Certains ménages ont très peu de revenus primaires ; c'est le cas des chômeurs et des retraités. Cet ensemble d'inégalités pose deux problèmes majeurs : un problème de type économique, ce qui limite la demande solvable et une inégalité qui peut être jugée excessive et source de problèmes sociaux.

## Évolution de la composition des revenus primaires en France

### Revenus primaires des ménages

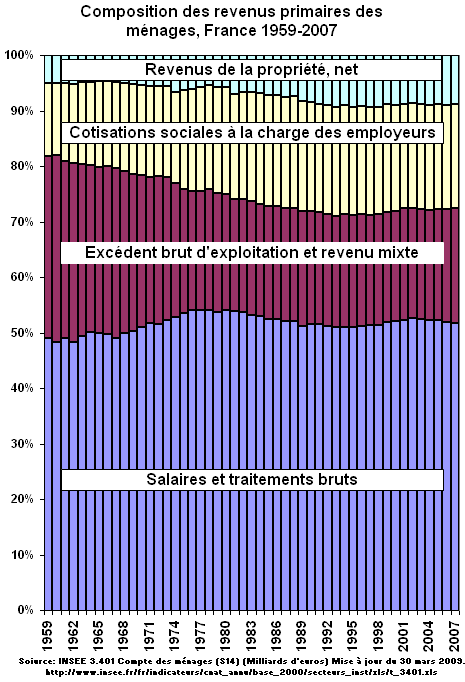
Cliquer à droite pour agrandir

La part des salaires et traitements bruts, qui constituaient un peu moins de la moitié des revenus primaires des ménages à la fin des années 1950 (48,3 % en 1960), s’est accrue jusqu’à 54,1 % dans les années 1976-1978, est revenue à 51,0 % en 1993 ; après une légère remontée (52,5 % en 2002), elle a légèrement décru depuis (51,7 % en 2007).
En 1960, l’excédent brut d'exploitation et le revenu mixte des ménages constituaient plus d’un tiers (33,6 %) des revenus primaires. Leur part n’a cessé de décroître jusqu’en 1981 (20,2 %) en raison, notamment, de la salarisation croissante de l'économie. Elle est restée au même niveau depuis. 
De 13,0 % en 1960, la part de cotisations sociales des employeurs a atteint 21,8 % en 1978 et est restée relativement stable depuis. La part des revenus de la propriété, quant à elle, a augmenté de 5,1 % en 1960 à 9,4 % en 1995 et 1998, pour rester stable ensuite.
Ainsi, alors que l'économie française connaissait une forte expansion, la part de l’excédent brut d’exploitation et du revenu mixte dans le revenu primaire a connu une baisse sensible jusqu'au début des années 1980 (-12,6 % de 1959 à 1981), résultant entre autres d'une salarisation croissante de la population. Cette baisse a été compensée par la hausse de la part des cotisations sociales des employeurs (+5,8 %), de la rémunération des salariés (+4,8 %) et des revenus de la propriété (+2,0 %). Depuis le début des années 1980, et avec la montée du chômage, ces parts sont restées relativement stables, avec une légère baisse de celle des salariés au profit des revenus du capital.

## Sources et utilisations des données sur les revenus primaires
En France comme ailleurs, les données nécessaires à l'évaluation des revenus primaires sont obtenues de différentes sources qui se complètent et nécessitent une « triangulation » des informations. Par exemple, les revenus du patrimoine financier dans l'enquête Revenus Fiscaux (ERF), qui s’appuie sur les déclarations fiscales, représentaient environ 16 % du total mesuré par la Comptabilité nationale.
La définition et la mesure des revenus primaires pose aussi différents problèmes techniques et conceptuels, par exemple le traitement des loyers fictifs que les propriétaires de résidences principales se versent à eux-mêmes.
En comptabilité nationale, les revenus primaires des ménages constituent le solde du Compte d'affectation des revenus primaires et la principale ressource du Compte de distribution secondaire du revenu.
En ajoutant aux revenus primaires les transferts reçus par les ménages résidents et en retranchant les impôts courants sur le revenu et le patrimoine, ainsi que les cotisations sociales versées par les ménages, on obtient le revenu disponible brut, part du revenu primaire qui reste à la disposition des ménages résidents, pour la consommation et l'épargne et un des principaux indicateurs du pouvoir d’achat.